# Рухневич, Малгожата
Малгожата Рухневич (пол. Małgorzata Ruchniewicz, род. 1970, г. Быстшица-Клодзкая, Нижнесилезское воеводство, Польша) — польский историк, специалист по новой и новейшей истории Польши, доктор гуманитарных наук (1998).

## Биография
После окончания Вроцлавского университета работает научным сотрудником Института истории при университете.
В 1998 защитила докторскую диссертацию на тему «Репатриация польского населения из СССР в 1955—1959 гг». В 2011 прошла процедуру получения высшей академической квалификации следующей после ученой степени доктора. Хабилитированный доктор наук.

## Научная деятельность
Сфера научных интересов — история в Польши в XX веке и польского населения на восточных границах (кресах) страны и в СССР, история Белоруссии в XX веке, Нижней Силезии
Автор нескольких научных трудов и ряда статей.

## Избранная библиография
- Западнобелорусское село в 1944—1953 гг. Избранные аспекты (2010)
- Выселение, высылка, бегство. 1939—1959. Атлас земель Польши. Поляки, евреи, немцы, украинцы. (в соавт. 2009)
- Быстшица-Клодзкая (2007)
- Понять историю — сформировать будущее: польско-немецкие отношения в 1933—1949 гг. (2007)
- История земли Клодзкой (2006)
- Силезия и её история(в соавт.)
- Репатриация польского населения из СССР в 1955—1959 гг. (2000)
- Geschichte des Glatzer Landes (в соавт.) и др.

## Награды
- Лауреат премии г. Ольштына в области истории (2011)[3].